# Az ENSZ tagállamainak listája
2011-ben az Egyesült Nemzetek Szervezetének nyilvántartásában 193 tagállam szerepelt. Az önálló államiság elismerésének jelképe lett az ENSZ-tagság. Csak független államok lehetnek a közgyűlés tagjai, amely az Egyesült Nemzetek Szervezetének általános döntéshozó szerve. Bármilyen kormányközi vagy más jogi személy megfigyelőként vehet csak részt a tanácskozáson, beszédet mondhatnak, de nem szavazhatnak.

## Tagfelvétel
Az ENSZ-be felvételt kérő ország kérelmével a Biztonsági Tanácshoz fordul. Ha a BT elfogadja a kérelmet, akkor az ENSZ Közgyűlése szavaz a belépésről. Ennek köszönhetően valójában a Biztonsági Tanács határoz az új tagok felvételéről.

## Jelenlegi tagállamok
Az alábbi listában az ENSZ jelenlegi tagállamai vannak feltüntetve csatlakozásuk dátumával. Az 51 alapító tagot vastag betűs kiemelés és világoskék táblázatszín jelöli. Az alapító tagok közül 49 most is tag (vagy egyik utódállamuk, például a Szovjetunió helyett Oroszország). Csehszlovákia és Jugoszlávia felbomlása után az újonnan létrejött államoknak újra felvételért kellett folyamodniuk. Így például Csehország vagy Szerbia nem vihették tovább a felbomlott országok tagságát.
| Tagállam                              | Csatlakozás éve | Megjegyzés |
| ------------------------------------- | --------------- | --- |
| Afganisztán                           | 1946. 11. 19.   | |
| Albánia                               | 1955. 12. 14.   | |
| Algéria                               | 1962. 10. 08.   | |
| Amerikai Egyesült Államok             | 1945. 10. 24.   | |
| Andorra                               | 1993. 06. 28.   | |
| Angola                                | 1976. 12. 01.   | |
| Antigua és Barbuda                    | 1981. 11. 11.   | |
| Argentína                             | 1945. 10. 24.   | |
| Ausztrália                            | 1945. 11. 01    | |
| Ausztria                              | 1955. 12. 14.   | |
| Azerbajdzsán                          | 1992. 03. 02.   | |
| Bahama-szigetek                       | 1973. 09. 18.   | |
| Bahrein                               | 1971. 09. 21.   | |
| Banglades                             | 1974. 09. 17.   | |
| Barbados                              | 1966. 12. 09.   | |
| Belgium                               | 1945. 12. 27.   | |
| Belize                                | 1981. 09. 25.   | |
| Benin                                 | 1960. 09. 20.   | 1975. december elsejéig Dahomey néven tag. |
| Bhután                                | 1971. 09. 21    | |
| Bissau-Guinea                         | 1974. 09. 17.   | |
| Bolívia                               | 1945. 11. 14.   | |
| Bosznia-Hercegovina                   | 1992. 05. 22.   | |
| Botswana                              | 1966. 10. 17.   | |
| Brazília                              | 1945. 10. 24.   | |
| Brunei                                | 1984. 09. 21.   | |
| Bulgária                              | 1955. 12. 14.   | |
| Burkina Faso                          | 1960. 09. 20.   | 1984. augusztus 6-ig Felső Volta néven tag. |
| Burundi                               | 1962. 09. 18.   | |
| Chile                                 | 1945. 10. 24.   | |
| Ciprus                                | 1960. 09. 20.   | |
| Comore-szigetek                       | 1975. 11. 12.   | |
| Costa Rica                            | 1945. 11. 02.   | |
| Csád                                  | 1960. 09. 20.   | |
| Csehország                            | 1993. 01. 19.   | Csehszlovákia az ENSZ alapító tagja volt, de felbomlásakor a két utódállamnak új tagfelvételt kellett benyújtania. |
| Dánia                                 | 1945. 10. 24.   | |
| Dél-afrikai Köztársaság               | 1945. 11. 07.   | 1961-ig Dél-afrikai Unió néven tag. |
| Dél-Korea                             | 1991. 09. 17.   | |
| Dél-Szudán                            | 2011. 07. 14.   | Az ENSZ legutolsóként csatlakozott állama. |
| Dominikai Közösség                    | 1978. 12. 18.   | |
| Dominikai Köztársaság                 | 1945. 10. 24.   | |
| Dzsibuti                              | 1977. 09. 20.   | |
| Ecuador                               | 1945. 12. 21.   | |
| Egyenlítői-Guinea                     | 1968. 11. 12.   | |
| Egyesült Arab Emírségek               | 1971. 12. 09.   | |
| Egyesült Királyság                    | 1945. 10. 24.   | |
| Egyiptom                              | 1945. 10. 24.   | |
| Elefántcsontpart                      | 1960. 09. 20.   | |
| Eritrea                               | 1993. 05. 28.   | |
| Észak-Korea                           | 1991. 09. 17.   | |
| Észak-Macedónia                       | 1993. 04. 08.   | |
| Észtország                            | 1991. 09. 17.   | |
| Etiópia                               | 1945. 11. 13.   | |
| Fehéroroszország                      | 1945. 10. 24.   | Mint szovjet tagköztársaság az ENSZ alapító tagja, de ténylegesen csak 1991-es függetlensége óta vesz részt a szervezet munkájában. |
| Fidzsi-szigetek                       | 1970. 10. 13.   | |
| Finnország                            | 1955. 12. 14.   | |
| Franciaország                         | 1945. 10. 24.   | |
| Fülöp-szigetek                        | 1945. 10. 24.   | Csak 1946-ban lett ténylegesen független ország, azóta vesz részt a szervezet munkájában. |
| Gabon                                 | 1960. 09. 20.   | |
| Gambia                                | 1965. 09. 21.   | |
| Ghána                                 | 1957. 03. 08.   | |
| Görögország                           | 1945. 10. 25.   | |
| Grenada                               | 1974. 09. 17.   | |
| Grúzia                                | 1992. 07. 31.   | |
| Guatemala                             | 1945. 11. 21.   | |
| Guinea                                | 1958. 12. 12.   | |
| Guyana                                | 1966. 09. 20.   | |
| Haiti                                 | 1945. 10. 24.   | |
| Hollandia                             | 1945. 12. 10.   | |
| Honduras                              | 1945. 12. 17.   | |
| Horvátország                          | 1992. 05. 22.   | |
| India                                 | 1945. 10. 30.   | Csak 1947-ben lett ténylegesen független ország, azóta vesz részt a szervezet munkájában. |
| Indonézia                             | 1950. 09. 28.   | |
| Irak                                  | 1945. 12. 21.   | |
| Irán                                  | 1945. 10. 24.   | |
| Írország                              | 1955. 12. 14.   | |
| Izland                                | 1946. 11. 19.   | |
| Izrael                                | 1949. 05. 11.   | |
| Jamaica                               | 1962. 09. 18.   | |
| Japán                                 | 1956. 12. 18.   | |
| Jemen                                 | 1947. 09. 30.   | A Jemeni Arab Köztársaság 1947. szeptember 30-a óta tag, míg a korábban független Dél-Jemeni Népköztársaság 1967. december 14-e óta tag. Ez utóbbi állam 1970. november 30-án nevét Jemeni Népi Demokratikus Köztársaságra változtatta. 1990. május 22-én a két ország egyesült és a korábban tagságot nyert Észak-Jemen tagságát viszi azóta jogfolytonosan tovább. |
| Jordánia                              | 1955. 12. 14.   | |
| Kambodzsa                             | 1955. 12. 14.   | |
| Kamerun                               | 1960. 09. 20.   | |
| Kanada                                | 1945. 11. 09.   | |
| Katar                                 | 1971. 09. 21.   | |
| Kazahsztán                            | 1992. 03. 02.   | |
| Kelet-Timor                           | 2002. 09. 27.   | |
| Kenya                                 | 1963. 12. 16.   | |
| Kína                                  | 1945. 10. 24.   | |
| Kirgizisztán                          | 1992. 03. 02.   | |
| Kiribati                              | 1999. 09. 14.   | |
| Kolumbia                              | 1945. 11. 05.   | |
| Kongói Demokratikus Köztársaság       | 1960. 09. 20.   | 1971. október 27. és 1997. május 17. között Zaire néven tag. |
| Kongói Köztársaság                    | 1960. 09. 20.   | |
| Közép-afrikai Köztársaság             | 1960. 09. 20.   | |
| Kuba                                  | 1945. 10. 24.   | |
| Kuvait                                | 1963. 05. 14.   | |
| Laosz                                 | 1955. 12. 14.   | |
| Lengyelország                         | 1945. 10. 24.   | |
| Lesotho                               | 1966. 10. 17.   | |
| Lettország                            | 1991. 09. 17.   | |
| Libanon                               | 1945. 10. 24.   | |
| Libéria                               | 1945. 11. 02.   | |
| Líbia                                 | 1955. 12. 14.   | |
| Liechtenstein                         | 1990. 09. 18.   | |
| Litvánia                              | 1991. 09. 17.   | |
| Luxemburg                             | 1945. 10. 24.   | |
| Madagaszkár                           | 1960. 09. 20.   | |
| Magyarország                          | 1955. 12. 14.   | |
| Malajzia                              | 1957. 09. 17.   | |
| Malawi                                | 1964. 12. 01.   | |
| Maldív-szigetek                       | 1965. 09. 21.   | |
| Mali                                  | 1960. 09. 28.   | |
| Málta                                 | 1964. 12. 01.   | |
| Marokkó                               | 1956. 11. 02.   | |
| Marshall-szigetek                     | 1991. 09. 17.   | |
| Mauritánia                            | 1961. 10. 27.   | |
| Mauritius                             | 1968. 04. 24.   | |
| Mexikó                                | 1945. 11. 07.   | |
| Mianmar                               | 1948. 04. 19.   | 1989. június 18-ig Burma néven tag. |
| Mikronézia                            | 1991. 09. 17.   | |
| Moldova                               | 1992. 03. 02.   | |
| Monaco                                | 1993. 05. 28.   | |
| Mongólia                              | 1961. 10. 27.   | |
| Montenegró                            | 2006. 06. 28.   | |
| Mozambik                              | 1975. 09. 16.   | |
| Namíbia                               | 1990. 04. 23.   | |
| Nauru                                 | 1999. 09. 14.   | |
| Németország                           | 1990. 10. 03.   | A Német Szövetségi Köztársaság és a Német Demokratikus Köztársaság egyaránt 1973. szeptember 18-a óta tag. A két állam 1990-es egyesítését követően az NDK megszűnt, így tagságát is megszüntették, míg az egységes Németországot új államként felvették, de jogilag tovább viszi az NSZK korábbi tagságát is.                                                       |
| Nepál                                 | 1955. 12. 14.   | |
| Nicaragua                             | 1945. 10. 24.   | |
| Niger                                 | 1960. 09. 20.   | |
| Nigéria                               | 1960. 10. 07.   | |
| Norvégia                              | 1945. 11. 27.   | |
| Olaszország                           | 1955. 12. 14.   | |
| Omán                                  | 1971. 10. 07.   | |
| Oroszország                           | 1991. 12. 24.   | Oroszország a Szovjetunió felbomlását követően jogfolytonosan továbbvitte a Biztonsági Tanácsban az állandó helyét, de hivatalosan csak 1991 óta tag. |
| Örményország                          | 1992. 03. 02.   | |
| Pakisztán                             | 1947. 09. 30.   | |
| Palau                                 | 1994. 12. 15.   | |
| Panama                                | 1945. 11. 13.   | |
| Pápua Új-Guinea                       | 1975. 10. 10.   | |
| Paraguay                              | 1945. 10. 24.   | |
| Peru                                  | 1945. 10. 31.   | |
| Portugália                            | 1955. 12. 14.   | |
| Románia                               | 1955. 12. 14.   | |
| Ruanda                                | 1962. 09. 18.   | |
| Saint Kitts és Nevis                  | 1983. 09. 23.   | |
| Saint Lucia                           | 1979. 09. 18.   | |
| Saint Vincent és a Grenadine-szigetek | 1980. 09. 16.   | |
| Salamon-szigetek                      | 1978. 09. 19.   | |
| Salvador                              | 1945. 10. 24.   | |
| San Marino                            | 1992. 03. 02.   | |
| São Tomé és Príncipe                  | 1975. 09. 16.   | |
| Seychelle-szigetek                    | 1976. 09. 21.   | |
| Sierra Leone                          | 1961. 09. 27.   | |
| Spanyolország                         | 1955. 12. 14.   | |
| Srí Lanka                             | 1955. 12. 14.   | 1972. május 22-ig Ceylon néven tag. |
| Suriname                              | 1975. 12. 04.   | |
| Svájc                                 | 2002. 09. 10.   | |
| Svédország                            | 1946. 11. 19.   | |
| Szamoa                                | 1976. 12. 15.   | |
| Szaúd-Arábia                          | 1945. 10. 24.   | |
| Szenegál                              | 1960. 09. 28.   | |
| Szerbia                               | 2000. 11. 01.   | Szerbia nem vihette tovább Jugoszlávia ENSZ tagságát, sőt 1992. és 2000. között nem is volt tagja a világszervezetnek. |
| Szingapúr                             | 1965. 09. 21.   | |
| Szíria                                | 1945. 10. 24.   | |
| Szlovákia                             | 1993. 01. 19.   | Csehszlovákia az ENSZ alapító tagja volt, de felbomlásakor a két utódállamnak új tagfelvételt kellett benyújtania. |
| Szlovénia                             | 1992. 05. 22.   | |
| Szomália                              | 1960. 09. 20.   | |
| Szudán                                | 1956. 11. 12.   | |
| Szváziföld                            | 1968. 09. 24.   | |
| Tádzsikisztán                         | 1992. 03. 02.   | |
| Tanzánia                              | 1964. 04. 26.   | Tanganyika 1961. december 14-e óta tag. Zanzibár 1963. december 16-a óta tag. A két ország egyesülését követően használják a Tanzánia nevet. |
| Thaiföld                              | 1946. 12. 16.   | |
| Togo                                  | 1960. 09. 20.   | |
| Tonga                                 | 1999. 09. 14.   | |
| Törökország                           | 1945. 10. 24.   | |
| Trinidad és Tobago                    | 1962. 09. 18.   | |
| Tunézia                               | 1956. 11. 12.   | |
| Tuvalu                                | 2000. 09. 05.   | |
| Türkmenisztán                         | 1992. 03. 02.   | |
| Uganda                                | 1962. 10. 25.   | |
| Új-Zéland                             | 1945. 10. 24.   | Új-Zéland hivatalosan csak 1947-ben az 1931-es westminsteri statútum ratifikálását követően lett teljes mértékben független állam. |
| Ukrajna                               | 1945. 10. 24.   | Mint szovjet tagköztársaság az ENSZ alapító tagja, de ténylegesen csak 1991-es függetlensége óta vesz részt a szervezet munkájában |
| Uruguay                               | 1945. 12. 18.   | |
| Üzbegisztán                           | 1992. 03. 02.   | |
| Vanuatu                               | 1981. 09. 15.   | |
| Venezuela                             | 1945. 11. 15.   | |
| Vietnám                               | 1977. 09. 20.   | |
| Zambia                                | 1964. 12. 01.   | |
| Zimbabwe                              | 1980. 08. 25.   | |
| Zöld-foki Köztársaság                 | 1975. 09. 16.   | |

## Megfigyelők
Korábban megfigyelői státuszban voltak egyes államok, melyek később teljes értékű tagokká váltak. Ezek a következők (az utolsó dátum a teljes tagsággá válás dátuma)
- Észak-Korea: 1973–1991
- Dél-Korea: 1953–1991
- Német Szövetségi Köztársaság: 1955–1973
- Német Demokratikus Köztársaság: 1972–1973
- Svájc: 1948–2002

A  Vatikán megfigyelői státuszt élvez az ENSZ-ben. Nem jelezte óhaját a teljes értékű tagság iránt.
Szintén megfigyelői státusszal rendelkezik a vitatott jogállású  Palesztina is 1974 óta. Palesztinát 1974 és 2012 között állandó megfigyelő státuszú szervezetként tartotta nyilván az ENSZ. A 2012-ben lezajlott szavazáson a tagállamok többsége támogatta, hogy az állandó megfigyelő státuszú állam kategóriába kerüljön át. 
A  Máltai lovagrend státusza állandó megfigyelő státuszú szervezet, mivel a tagállamok egy része nem ismeri el, mint államot.
A vitatott jogállású területek közül az ENSZ álláspontja szerint  Nyugat-Szahara „nem önállóan kormányzott terület”.
A különböző módon függő területek (társult államok, belső önkormányzatú tengeren túli területek stb.) nem tagjai az ENSZ-nek. 
Közülük azonban a  Cook-szigetek és  Niue – melyek Új-Zéland társult államai – részt vesznek az ENSZ több szervezetének, így a WHO és az UNESCO programjában is. Ezen területek ENSZ besorolása „nem tagállam ország”.